# Sven Selånger
Sven Selånger (n. 19 martie 1907, Suedia – d. 9 noiembrie 1992, Sundsvall, Comitatul Västernorrland, Suedia) a fost un schior ce a reprezentat Suedia, medaliat olimpic. A participat la 3 ediții ale Jocurilor Olimpice (1928, 1932, 1936) în care a câștigat o medalie de argint.